# راؤول سيسيرو
راؤول سيسيرو (بالإسبانية: Raúl Cicero)‏ هو مبارز بالسيف مكسيكي، ولد في 31 ديسمبر 1926 في السلفادور.

## وصلات خارجية
- راؤول سيسيرو على موقع أوليمبيديا (الإنجليزية)